# Дудинська-Тальйорі Наталія Олександрівна
Наталія Олександрівна Дуди́нська (псевдонім — Тальйо́рі; нар. 12 грудня 1877, Санкт-Петербург — пом. 1 квітня 1944, Молотов) — російська і українська артистка балету, балетмейстер, педагог. Мати балерини Наталії Дудинської.

## Біографія
Народилася 30 листопада [12 грудня] 1877 року у місті Санкт-Петербурзі (нині Росія). Грі на фортепіано та скрипці навчилася у Санкт-Петербурзькій консерваторії, танцю — приватно в Енріко Чекетті, Євгенії Соколової. Виступала в аматорських виставах з Ольгою Преображенською, Адольфом Больмом під псевдонімом Тальйорі.
Упродовж 1914—1923 років у Харкові утримувала приватну хореографічну школу-студію, в якій навчалися як артисти балету Аркадій Аркадьєв, Інна Герман, Валентина Дуленко, Зінаїда Лур'є, Ніна Пельцер, Наталія Дудинська, так і представники інших мистецьких жанрів, зокрема Клавдія Шульженко, Ірина Бугримова.
Організовувала концерти та здійснювала постановки в театрах Харкова, серед яких:
- «Пори року» Олександра Глазунова;
- «Марна пересторога» Петера Гертеля;
- «Коппелія» Лео Деліба.

Померла в місті Молотові 1 квітня 1944 року.